# 明威乡
明威镇，是中华人民共和国四川省宜宾市翠屏区曾经下辖的一个乡。2019年8月，撤销明威镇、王场镇和邱场镇，设立金秋湖镇，以原明威镇、原王场镇和原邱场镇所属行政区域为金秋湖镇的行政区域。

## 行政区划
明威镇下辖以下地区：
明威社区、明威村、义和村、民凉村、民东村、白塔社区村、燕山村、九皇村、金鱼村、石牛村和平岩村。